# Avenida Argentina (Chillán)
Avenida Argentina es una arteria vial ubicada en la ciudad chilena de Chillán. Delimita las poblaciones Kennedy, Purén, Iansa y Las Acacias de lo que es el sector de Las Cuatro Avenidas.
Fue trazada por Carlos Lozier en 1836 como parte de la cuarta fundación de la ciudad de Chillán, su nombre original en ese entonces era "Avenida Oriente". Al costado de esta avenida, escurrían las aguas del Canal del Pueblo, entre la Avenida Ecuador y calle Arturo Prat, cuales durante la Epidemia de cólera de 1887, fue foco de contagio para los habitantes de la ciudad.
Entre 1941 y 1945 se construye el Hospital Clínico Herminda Martin, en la intersección con Avenida Libertad. Para 1970 se conformaron los senderos de su bandejón central, en el cual se instalaron también los árboles que existen hasta hoy en día, algunas de esas especies son el Quillay, Roble, Coihue, la Araucaria, Lleuques y Arrayanes. Ya en 1976 es creado el Colegio Hispano Americano, a un costado del Estero Las Toscas.
El año 2009 se instaura la Plazoleta Ciudad de Río Cuarto, como símbolo de la hermandad entre la ciudad de Rio Cuarto y Chillán. Actualmente la avenida posee variados bares, pubs y locales nocturnos.